# Impatiens malcomberi
Impatiens malcomberi är en balsaminväxtart som beskrevs av Fischer och Rahelivololona. Impatiens malcomberi ingår i släktet balsaminer, och familjen balsaminväxter. Inga underarter finns listade i Catalogue of Life.